# M14.2
Die M14.2 (kroatisch/bosnisch Magistralna cesta bzw. serbisch Магистрални пут/Magistralni put) ist eine Magistralstraße in Bosnien und Herzegowina.
Sie führt von der M14 in Bosanska Krupa zunächst über das Grmeč-Gebirge (Pass auf 602 m) nach Bosanski Petrovac, wo sie die M5 (Bihać–Sarajevo) kreuzt. Von Petrovac aus führt die M14.2 über Ausläufer der Klekovača und den 1031 m hohen Oštrelj-Pass nach Drvar im Drvarsko polje. Zwischen Drvar und Bosansko Grahovo befindet sich ein weiterer Pass (985 m). Etwa 17 Kilometer hinter Grahovo erreicht die Straße den kroatischen Grenzübergang Strmica und geht dort in die kroatische Straße D33 nach Knin über.